# Chorus (geluidseffect)
Chorus is een geluidsverschijnsel (zweving) dat optreedt als meerdere bronnen tegelijk geluid van een iets verschillende toonhoogte produceren. Dit effect kan worden nagebootst met elektronische effectapparatuur voor bijvoorbeeld elektrische gitaren.

## Natuurlijk effect
Het natuurlijke chorus-geluid, zoals bij koren of dubbelkorige snaarinstrumenten, ontstaat doordat de toonhoogten die de zangers of snaren produceren niet precies gelijk zijn. Hierdoor ontstaan zwevingen. In tegenstelling tot de zweving die ontstaat bij het gebruik van elektronische effectapparatuur is deze zweving nooit een perfecte sinus.

## Elektronisch effect
Technisch gezien is een elektronische chorus identiek aan een flanger. Het verschil is dat bij een chorus vaak een hogere frequentie en een groter bereik van de laagfrequente oscillator (toonhoogtemodulator) wordt gebruikt terwijl voor een flanger-effect een grotere offsetdelay-tijd wordt gebruikt. Dit resulteert in het dopplereffect: wanneer de duur van de echo geleidelijk groter wordt, is de resulterende toonhoogte lager en omgekeerd. Wanneer het bron- en chorussignaal bij elkaar gemixt worden, ontstaat zweving, wat in een bredere klank resulteert. Ook is de werking van een elektronisch vibrato-effect (niet te verwarren met het tremolo-effect dat op fenderversterkers foutief vibrato wordt genoemd) bijna gelijk aan dat van een chorus. Het verschil zit hem erin dat het droge signaal niet bij het gemoduleerde signaal wordt gemengd waardoor er bij vibrato alleen toonhoogtemodulatie optreedt zonder de zweverigheid die door de faseverschillen wordt veroorzaakt. De oscillator kan het signaal via een sinusoïde, een driehoekig, een zaagtand- of een blokvormsignaal moduleren. 
In sommige chorusapparaten zijn meerdere toonhoogtemodulators verwerkt die in onder een vaste hoek ten opzichte van elkaar door dezelfde oscillatieklok worden gemoduleerd. Bij twee stuks in tegenfase gaat de toon bij de een omhoog wanneer die bij de ander naar beneden gaat. Bij een stereochorus kan het ene signaal op het linkerkanaal zitten en de ander op het rechterkanaal. Bij andere stereochorusapparaten worden het enkelvoudig gemoduleerde en het droge signaal gesplitst uitgestuurd.
Een ander effect dat een zelfde soort zweving oplevert is detune. Hierbij wordt de toonhoogte van het binnenkomende signaal een fractie aangepast en bij het droge signaal gemengd. Verschil met een choruseffect is dat het toonhoogteverschil vast is en niet door een laagfrequente oscillator wordt gemoduleerd.
Klik hier voor een geluidsvoorbeeld van een flanger en een chorus.

## Off-key
Off-key is een stemming (muziek) van een snaarinstrument, waarbij de snaren opzettelijk een klein stukje hoger of lager gestemd worden om de klankkleur van akkoorden te veranderen of te versterken. Indien het instrument off-key unisono gestemd wordt, ontstaat er een natuurlijke chorus. 
Dit effect wordt ook wel electronisch gesimuleerd en heet dan detune of detunechorus en is technisch verwant aan een pitchshifter. Verschil met een pitchshifter is dat een detune slechts een subtiele toonhoogteaanpassing maakt en het droge signaal erbij wordt gemixt. Verschil met een standaard choruseffect is dat er geen tijd-modulatie wordt gebruikt; het toonhoogteverschil is dus constant.

## Muzikale voorbeelden
De Amerikaanse noiserockband Sonic Youth speelt hoofdzakelijk met omgestemde dubbel- of tripelkorige gitaren. Tevens stemmen ze deze duo's of trio's vaak niet compleet zuiver, waardoor er door interferentie een snelle trilling ontstaat die lijkt op een chorus. Dit verschijnsel wordt zweving genoemd.
Aan het begin van Nirvana’s Come as You Are is een gitaarriff met een heftig choruseffect te horen dat met behulp van een analoge Electro Harmonix Small Clone-choruspedaal werd gecreëerd. In de gitaarpartijen op Message in a Bottle van The Police is een subtieler ingesteld choruspedaal te horen.
Tijdens de hoogtijdagen van de hairmetal (midden jaren 1980) was op vrijwel iedere niet overstuurde gitaarpartij in dat genre een chorus te horen. Soms werd ook het signaal van een overstuurde gitaar door een choruseffect gestuurd. Met name de Boss Dimension-D was in de studio geliefd voor dat genre. Op het podium werd de pedaalversie daarvan, de Dimension-C, veel gebruikt.
In de beroemde synthesizer Roland Juno-6 zat een chorus die de klank van het instrument typeerde.